# Erico el Victorioso

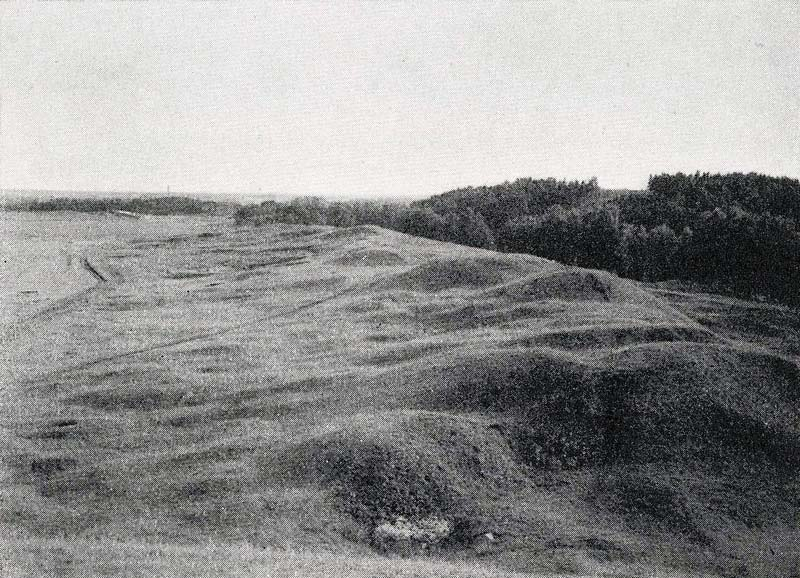
Entre estos túmulos en Gamla Uppsala se encuentra presuntamente el sepulcro de Erico el Victorioso.

Erico el Victorioso (sueco: Erik Segersäll) (c. 945-995) fue un rey de Suecia de la dinastía casa de Munsö alrededor de 970 a 995 y rey de los daneses aproximadamente de 992 a 993. Hijo de Björn III de Suecia. Es considerado el primer rey que tuvo bajo su poder el área que hoy incluye las regiones suecas de Sueonia, Vestrogotia y Ostrogotia, es decir, la Suecia de la Alta Edad Media. Según las fuentes que tratan de su reinado (sagas islandesas y la crónica de Adán de Bremen), Erico tomó posesión del trono hacia 970, cuando gobernó junto con su hermano Olof. Aproximadamente en 975 murió Olof y Erico gobernó solo.
Según las sagas, Olof había tenido un hijo, Styrbjörn el Fuerte, que probablemente era un jefe tribal de Escania y que tras la muerte de su padre ambicionaba el trono. Erico se negó a reconocer los derechos de Styrbjörn, y este se alió con los jomsvikings de Jomsborg, mercenarios que habitaban la isla de Wolin, con los cuales dirigió una campaña hacia Uplandia para enfrentarse a Erico. Alrededor del año 985, los ejércitos de Erico y Styrbjörn se enfrentaron en las afueras de Upsala, que culminó con la victoria de Erico. A partir de esa batalla se le otorga a Erico el sobrenombre de «el victorioso». 
Erico también habría expulsado al rey Svend I de Dinamarca y gobernado en ese reino después de haber llevado a cabo una marcha de conquista por tierras danesas y vengar el apoyo de los daneses a Styrbjörn. Gobernó muy poco tiempo como rey de Dinamarca, a lo sumo un año (probablemente de 992 a 993), pues una enfermedad lo obligó a regresar a Upsala. Falleció en 995.
A veces se le llama Erico VII o VI con base en una lista de reyes ficticios escrita por Johannes Magnus en el siglo XVI.

## Herencia
Erico contrajo matrimonio con Sigrid la Altiva, y fruto de esa relación nacieron tres hijos:
- Emund Eriksson (n. 965), cuestionado por los historiadores.
- Holmfrid Eriksdotter (n. 968), también cuestionada por los historiadores que consideran que hay más posibilidades que fuese hermana y no hija de Erico. Algunas sagas mencionan su matrimonio con el jarl de Lade, Sveinn Hákonarson de Noruega.
- Olaf Skötkonung.